# Хорхе Волпи
Хорхе Луис Волпи Ескаланте (на испански: Jorge Luis Volpi Escalante) е мексикански писател, водеща фигура на Крак движението, известен с романа си от 1999 година „В търсене на Клингсор“.

## Биография
Волпи е роден в Мексико. Учи право и литература в Националния автономен университет на Мексико и получава докторска степен по испанска филология от Университета в Саламанка, Испания. Работи като адвокат и за две години е секретар на Диего Валдес, главен прокурор на Мексико.
Волпи, повлиян от автори като Хуан Рулфо, Карлос Фуентес и Октавио Пас, участва в основаването на Крак движението. Пише предимно романи и есета. Най-известната му книга „В търсене на Клингсор“ е роман, който слива история за нацистки генерали от Втората световна война и историята на физиката. В романа американски физик и немски математик се наемат да открият информация за Клингсор, псевдоним на човека, отговарящ за научните проучвания на нацистите. По време на мисията си двамата се срещат с нкои от водещите учени в света. За романа Волпи печели Испанската литературна награда Премио Библиотека Бреве, както и френската Deux-Océans-Grinzane-Cavour.
Волпи преподава в катедрата по литература в Университета на Америките в Пуебла. От януари 2007 година е директор на Канал 22, държавен културен телевизионен канал.

## Творчество

### Романи
- (1993) A pesar del oscuro silencio. Joaquín Mortiz
- (1994) Días de ira (en el volumen Tres bosquejos del mal
- (1995) La paz de los sepulcros. Editorial Aldus
- (1996) El temperamento melancólico. Nueva Imagen
- (1997) Sanar tu piel amarga
- (1999) En busca de Klingsor. Seix Barral
  - В търсене на Клингсор, Колибри, 2007, ISBN 978-954-529-565-2
- (2000) El juego del Apocalipsis
- (2003) El fin de la locura. Seix Barral
- (2006) No será la tierra. Alfaguara
- (2008) El jardín devastado
- (2009) Oscuro bosque oscuro

### Есета
- El insomnio de Bolívar. Premio Debate-Casa de América (2009)[2]
- Mentiras contagiosas: Ensayos (Madrid, Editorial Páginas de Espuma, 2008). ISBN 978-84-8393-007-6.
- México: Lo que todo ciudadano quisiera (no) saber de su patria (С Денис Дресер) (México, 2006)
- Crack. Instrucciones de uso (с Рикардо Чавес Кастанеда, Алехандро Естивили, Висенте Ерасти, Игнасио Падиля, Педро Анхел Полоу и Елой Урос), (Barcelona, Mondadori, 2005). ISBN 978-84-397-1167-4.
- La guerra y las palabras. Una historia intelectual de 1994 (Barcelona, Seis Barral, 2004). ISBN 978-84-322-0886-7.
- La imaginación y el poder. Una historia intelectual de 1968 (1998).

### Други творби
- „Pieza en forma de sonata, para flauta, oboe, cello y arpa, Op. 1“, Cuadernos de Malinalco, 1991; Seix Barral, Barcelona, 2003.

### Антологии
- Día de muertos (2001), antología hecha por él de jóvenes cuentistas mexicanos.